# Kamboi Eagles FC
Der Kamboi Eagles Football Club (kurz Kamboi Eagles), auch als The Eagles bekannt, ist ein 1955 gegründeter sierra-leonischer Fußballverein aus Kenema. Zur Saison 2023/24 spielt der Verein in der zweiten Liga.

## Erfolge
- Sierra-leonischer Pokalsieger: 1985, 2014

## Stadion
Der Verein trägt seine Heimspiele im Kenema Town Field in Kenema aus. Das Stadion hat ein Fassungsvermögen von 2000 Personen.